# Pterolophia nigrocincta
Pterolophia nigrocincta là một loài bọ cánh cứng trong họ Cerambycidae.